# 古现街道
古现街道，是中华人民共和国山東省烟台市福山区辖的一个乡镇级行政单位。

## 行政区划
古现街道下辖以下地区：
胜利社区、东村社区、西村社区、北斗社区、河北社区、三十里堡社区、皂户头社区、曲家庄社区、张家庄社区、东龙夼社区、山王家社区、徐家社区、山吴家社区、李家社区、郭家社区、南张家社区、汪家沟社区、邱家社区、河北刘家社区、西臧家社区、谭家社区、石岚社区、陈家沟社区、北于家社区、南于家社区、孙家社区、四合社区、林官庄社区、小王家社区、梁家社区、陈家社区、大王家社区、潘家社区、东张家社区、林家社区、东吴家社区、院下社区和棘子夼社区。